# Associazione Calcio Perugia 1930-1931
Questa voce raccoglie le informazioni riguardanti l'Associazione Calcio Perugia nelle competizioni ufficiali della stagione 1930-1931.

## Stagione
L'annata segnò l'esordio della formazione umbra in Prima Divisione, categoria a cui venne ammessa, dopo la promozione in Seconda Divisione già maturata sul campo nella stagione precedente, per motivi di rappresentanza geografica dopo una riforma dei campionati italiani.
Inseriti nel girone F della zona Sud, i biancorossi chiusero il loro torneo al sesto posto, a pari punti con la Maceratese, rimanendo esclusi dalle finali per l'approdo in Serie B.

## Divise
| Casa | Trasferta |

## Rosa
| N. |                   | Ruolo | Calciatore       |
| -- | ----------------- | ----- | ---------------- |
|    | Italia (bandiera) |       | Balugani         |
|    | Italia (bandiera) |       | Boccardo         |
|    | Italia (bandiera) | C     | Campari          |
|    | Italia (bandiera) |       | Forotti          |
|    | Italia (bandiera) | C     | Vittorio Godigna |
|    | Italia (bandiera) |       | Moretti          |

| N. |                   | Ruolo | Calciatore              |
| -- | ----------------- | ----- | ----------------------- |
|    | Italia (bandiera) | D     | Luigi Gioacchino Nebbia |
|    | Italia (bandiera) | P     | Eraldo Pangrazi         |
|    | Italia (bandiera) |       | Piccinini               |
|    | Italia (bandiera) |       | Tombolesi               |
|    | Italia (bandiera) | A     | Giuseppe Vitalesta      |
|    | Italia (bandiera) |       | Giacinto Wenter         |